# Robert und Bertram (1939)
Robert und Bertram ist eine deutsche Komödie und ein antisemitischer Propagandafilm des Regisseurs Hans H. Zerlett aus dem Jahr 1939.
Es handelt sich um einen Vorbehaltsfilm der Friedrich-Wilhelm-Murnau-Stiftung. Er gehört damit zum Bestand der Stiftung, ist nicht für den Vertrieb freigegeben und darf nur mit Zustimmung und unter Bedingungen der Stiftung gezeigt werden.

## Handlung
Robert und Bertram sind zwei Herumtreiber, die aus dem Gefängnis geflohen sind. Sie besuchen den Gasthof Silberner Schwan, wo sie auf Lenchen treffen, die wunderschöne Tochter des Wirts. Sie soll an den schmierigen Biedermeier verkauft werden. Er möchte sie heiraten, sie möchte aber lieber den Rekruten Michel heiraten. 
Als Robert und Bertram davon erfahren, beschließen sie, Lenchen zu helfen. Sie fahren nach Berlin und stehlen vom neureichen jüdischen Kommerzienrat Ipelmeyer Schmuck. Den Schmuck geben sie Lenchens Vater, damit er sie nicht mehr verkaufen muss und sie ihren geliebten Michel heiraten kann.

## Produktion
Die Vorlage für den Film bildete die gleichnamige Posse von Gustav Raeder (1811–1868) aus dem Jahr 1856. Die Aufnahmeleitung hatten Rudolf Fichtner und Karl Buchholz inne. Filmbauten wurden besorgt von Erich Zander und Karl Machus. Für optische Spezialeffekte zeichnete Ernst Kunstmann verantwortlich, für Standfotos Richard Wesel. Regie-Assistentin war Elly Rauch.

## Kritik
Erwin Leiser zufolge gehört Robert und Bertram mit Leinen aus Irland zu den ersten der „wichtigsten antijüdischen Propagandafilme“ der NS-Zeit. Die in die komische Handlung eingebettete „Karikatur des jüdischen Untermenschen“ illustriere die NS-Propaganda-These, dass „der Jude zwar schlau, aber nicht klug sei. Die nordische List besiegt den jüdischen Dreh!“ Die Pointe des Films, in dem die jüdischen Figuren wie Ipelmeyer nur als grobe Karikaturen sowie tollpatschige und ungebildete Emporkömmlinge aus dem Ghetto vorkommen, bestehe darin, „daß der Jude die Zeche zahlen muß: der ‹Betrüger› ist der Betrogene“, wobei der Film offensichtlich die Ansicht vertrete, dass es erlaubt sei, einen Juden zu bestehlen, gemäß der antisemitischen Propaganda, nach der Juden ihr Eigentum selbst nur durch Betrug und Diebstahl erworben haben können.
Das Lexikon des internationalen Films hält das „turbulente reichsdeutsche Musical“ für „treffend besetzt“, gesteht aber auch zu, dass es „einige böse antisemitische Karikaturen“ enthalte: „‚Die Juden‘ sind plattfüßig, mauschelnd, geil und geldgierig.“